# White Pine County
White Pine County je okres na východě státu Nevada ve Spojených státech amerických. Žije zde přibližně 9 100 obyvatel. Správním sídlem okresu je město Ely, které je také jedinou obcí okresu (ostatní sídla se nacházejí v nezařazeném území). Celková rozloha okresu činí 23 043 km². Založen byl roku 1869 a pojmenován byl podle borovic rostoucích v oblasti.
Okres hraničí na východě se státem Utah.